# Glacier de Trift (Gadmen)
Pour l’article homonyme, voir Glacier de Trift.
Le glacier de Trift (Triftgletscher en allemand) se trouve à l'extrémité orientale du canton de Berne en Suisse. Il mesure six kilomètres de long et sa largeur atteint trois kilomètres dans sa partie supérieure, et 500 mètres près de la langue glaciaire. Au total, le glacier couvre une surface d'environ 15 km2.

## Géographie

### Caractéristiques physiques

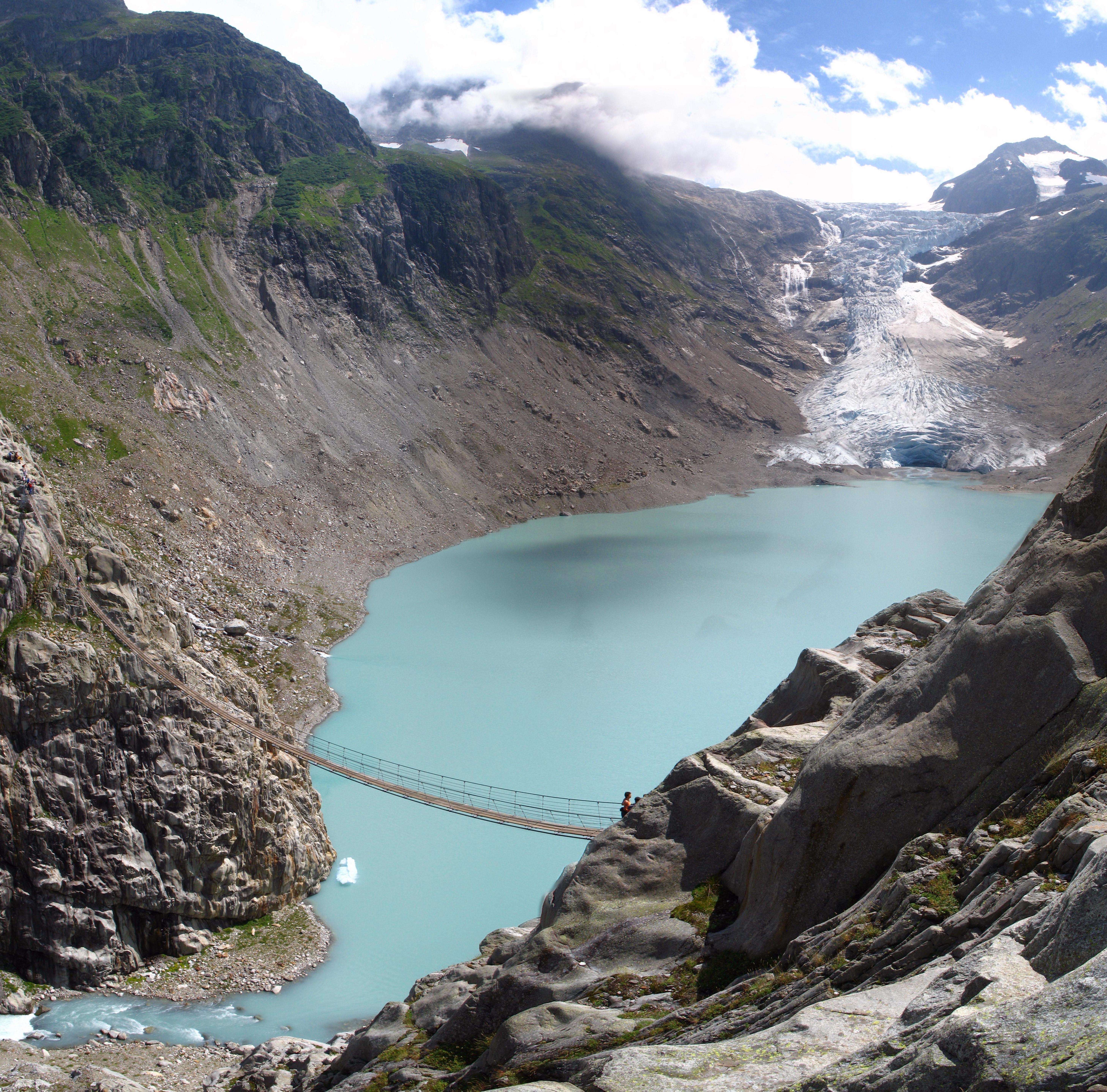
Vue vers le pont et le glacier de Trift.

Le glacier de Trift est issu de plusieurs névés situés à 3 000 mètres d'altitude et accrochés sur la face nord du massif à la jonction entre les Alpes bernoises et les Alpes uranaises. Ce massif est également à l'origine du glacier du Rhône qui se dirige vers le sud tandis que le glacier de Trift emprunte une vallée opposée remontant vers le nord.
Les deux glaciers sont reliés par une étroite bande de glace : l'Undri Triftlimi (3 081 m). Au sud du glacier de Trift, le Tieralplistock (3 383 m) fournit une grande partie de la glace. Plus au nord-est, le Wysse Nollen (3 398 m) et la crête des Winterberg avec notamment l'Hinter Tierberg (3 443 m) et le Maasplanggstock (3 402 m) abritent les autres névés qui alimentent le glacier. Dans la zone d'accumulation, sur l'axe nord-est, le glacier a une largeur de plus de trois kilomètres du Diechterhoren (3 388 m) jusqu'aux Winterberg.
À l'est, un cirque naturel recouvert de glace et ouvert vers le nord-ouest, le Triftsack (environ 3000 mètres) récupère la neige et la glace issues des Winterberg et du Wysse Nollen. Ce cirque est entouré de parois rocheuses de plus de trois cents mètres de haut. La partie du glacier qui émerge du Triftsack entame ensuite une descente abrupte à 60 % avant d'arriver quatre cents mètres plus bas. Elle est rejointe à environ 2 600 mètres par la glace venue du nord et du nord-ouest.
Le glacier aborde un verrou rocheux qui limite sa largeur dans la partie médiane et inférieure. De nombreuses aiguilles et crevasses se forment en cet endroit surnommé l’Obre Absturz. Un petit lac se trouve un peu plus à l'est de l’Absturz, à une altitude de 2 419 m. La cabane de Trift (SAC) a été construite un peu plus haut à 2 520 m.
La langue débouche à une altitude d'environ 1 660 mètres (état en 2004) sur un lac glaciaire. Celui-ci est à l'origine de la Triftwasser, un torrent qui rejoint la Gadmerwasser avant d'aboutir dans l'Aar près d'Innertkirchen.

### Évolution

Recul du glacier de Trift à partir de 1864.

Lors du petit âge glaciaire, le glacier de Trift descendait environ deux kilomètres plus loin dans la vallée jusqu'à une altitude de 1 400 mètres. Depuis 1995, la longueur du glacier a diminué de presque 800 mètres. Le lac actuellement présent au pied du glacier n'est apparu qu'en 1998 et a empêché l'accès à la cabane de Trift. Celle-ci n'était auparavant atteignable qu'en cheminant sur le glacier. Elle demeurait réservée aux randonneurs et alpinistes expérimentés. Pour rouvrir le sentier, un pont suspendu culminant à 70 mètres au-dessus du torrent a été construit. Il s'agit du pont suspendu de cordes le plus haut et le plus long d'Europe.
Le 10 septembre 2017 au matin, le glacier de Trift connaît son plus grand effondrement. En effet, sa langue se détache et plus de 200 000 m3 de glace tombent en aval. Les habitants ayant été évacués, aucune victime n'est recensée. Les sentiers de randonnée sont fermés, le temps pour les chercheurs d'évaluer la dangerosité et le risque de rechute du glacier.